# Центральная библиотека Сиэтла
Центральная библиотека Сиэтла (англ. Seattle Central Library) — крупнейшая библиотека, входящая в сеть подразделений Публичной библиотеки Сиэтла. 11-этажное (56.9 метра в высоту) здание из стекла и стали в центре Сиэтла было открыто для публики 23 мая 2004 года. Рем Колхас и Джошуа Рамус были главными архитекторами. Британская компания Arup предоставляла услуги в области механики, электротехники и сантехники, а также противопожарной безопасности, охраны труда, информационных технологий и коммуникаций и аудиовизуальные консультации. Генеральным подрядчиком выступила строительная компания Hoffman Construction Company из Портленда, штат Орегон.
Публичная библиотека площадью 33 722.6 квадратных метра вмещает около полутора миллионов книг и других материалов. К услугам гостей подземная общественная парковка на 143 автомобиля и более 400 общедоступных компьютеров. За первый год работы библиотеку посетило более двух миллионов человек. Библиотека имеет уникальный, поразительный внешний вид, состоящий из нескольких отдельных "плавающих платформ", которые кажутся обернутыми большой стальной сеткой вокруг стеклянной оболочки. Архитектурные экскурсии по зданию начались в июне 2004 года.
В 2007 году здание заняло 108-е место в списке 150 наиболее понравившихся американцам сооружений в США, составленном Американским институтом архитекторов. Это было одно из двух мест в Сиэтле, включенных в список 150 сооружений, другим был стадион Ти-Мобайл Парк.